# Pierre de Chauvin
Pour les articles homonymes, voir Chauvin.
Ne pas confondre avec Pierre Chauvin, homme politique français et Pierre Chauvin de La Pierre, commandant et capitaine.

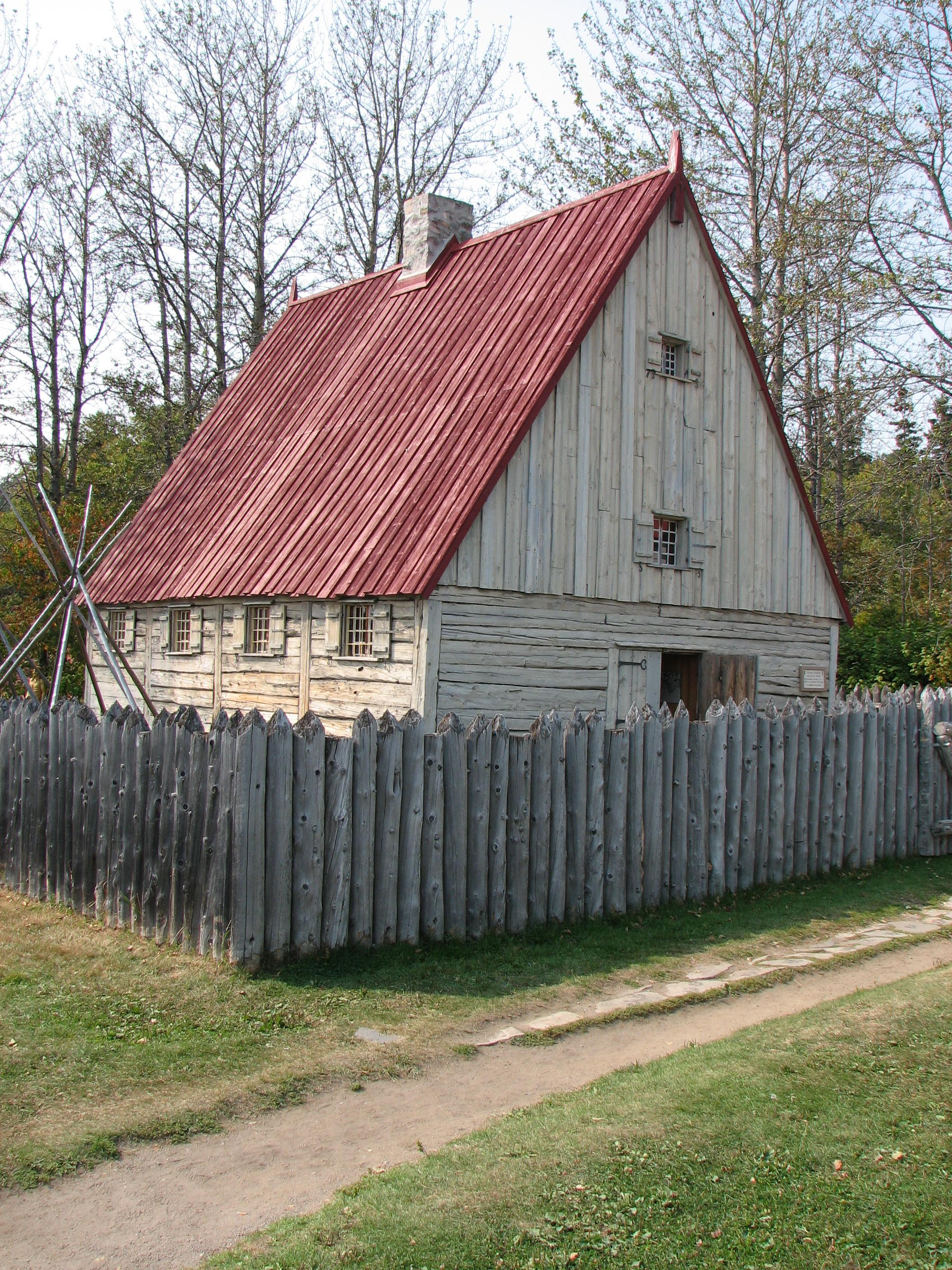
Poste de traite de Tadoussac fondé par Pierre de Chauvin en 1600.

Pierre de Chauvin, sieur de Tonnetuit, né à Dieppe (Normandie, France) avant 1575 et mort à Honfleur en février 1603, est un capitaine de la marine et de l'armée française, lieutenant-général de la Nouvelle-France. 

## Biographie

### Enfance et vie de famille
Pierre de Chauvin vient d'une famille de marchands. Il eut un fils, François, avec sa première femme, Jeanne de Mallemouche, puis épousa Marie de Brinon en secondes noces.

### Carrière
Huguenot, Pierre de Chauvin sollicita, en 1599, une commission du roi Henri IV pour obtenir le monopole pour dix ans de la traite des fourrures en Nouvelle-France, qui lui fut accordée à condition d'y fonder une colonie et d'y établir la religion catholique. De Chauvin ne tint aucune de ses promesses, et s'occupa exclusivement de la traite des fourrures à Tadoussac, qu'il fonda en 1600.
François Gravé du Pont, aussi appelé de Pontgravé, qui l'accompagnait, remonta le fleuve jusqu'à Trois-Rivières. Pierre de Chauvin mourut en 1603.